# São João do Paraíso (ort)
São João do Paraíso är en ort i Brasilien.   Den ligger i kommunen São João do Paraíso och delstaten Minas Gerais, i den östra delen av landet, 600 km öster om huvudstaden Brasília. São João do Paraíso ligger 789 meter över havet och antalet invånare är 8 859.
Terrängen runt São João do Paraíso är huvudsakligen platt, men norrut är den kuperad. São João do Paraíso ligger nere i en dal. Runt São João do Paraíso är det glesbefolkat, med 10 invånare per kvadratkilometer..
Omgivningarna runt São João do Paraíso är huvudsakligen savann.